# Elaeodendron melanocarpum
Elaeodendron melanocarpum är en benvedsväxtart som beskrevs av F. Müll. Elaeodendron melanocarpum ingår i släktet Elaeodendron och familjen Celastraceae. Inga underarter finns listade.

## Bildgalleri

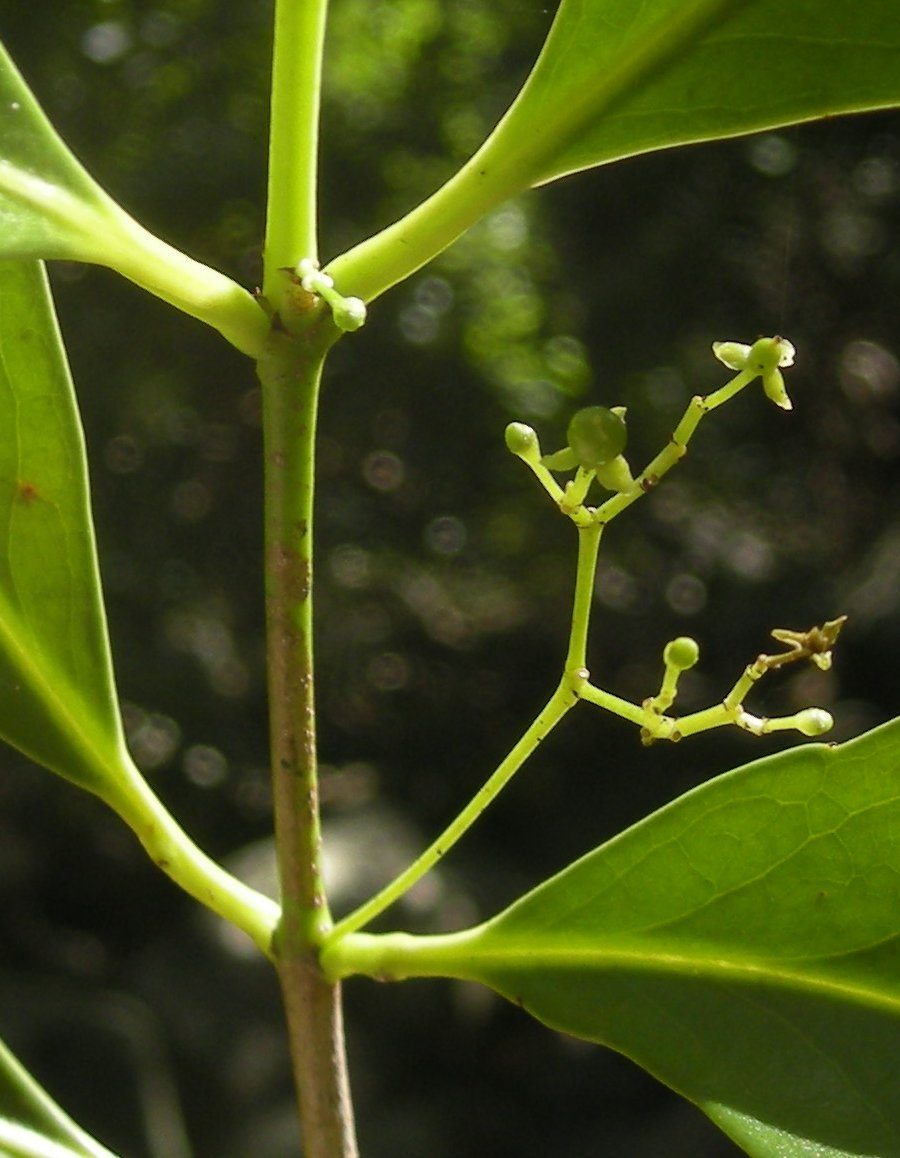
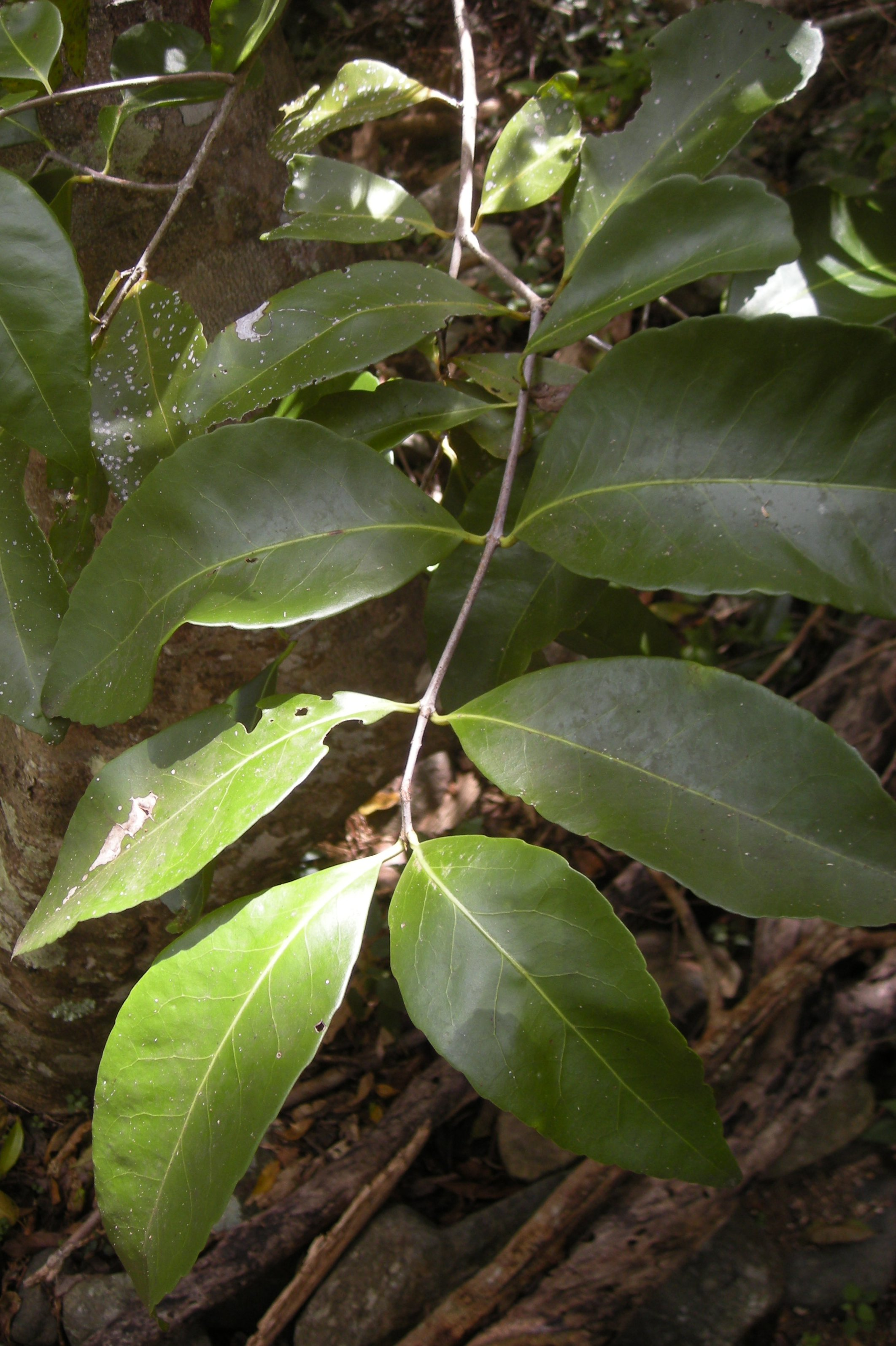
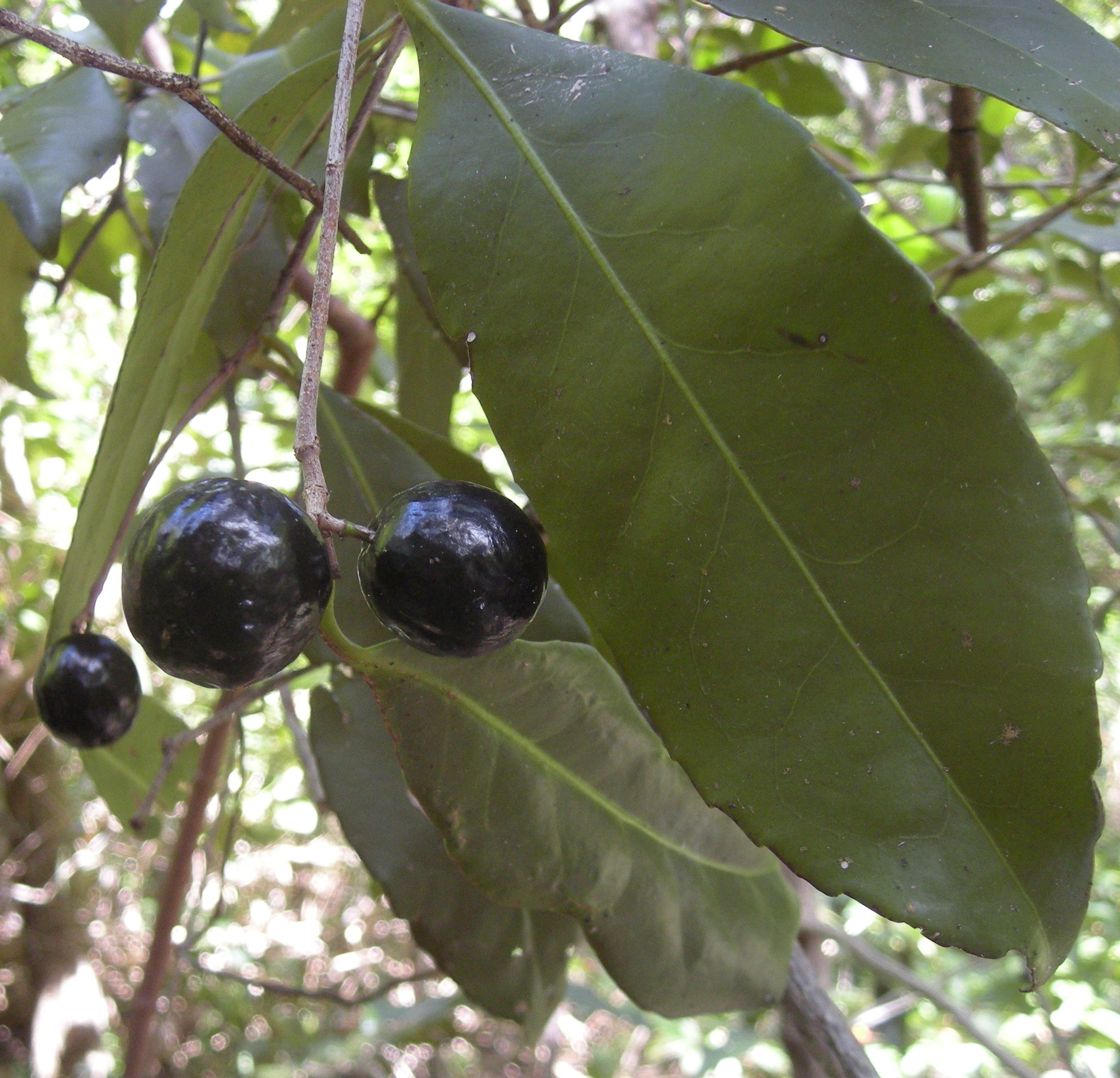